# Ehrenschild des XI. Flieger-Korps

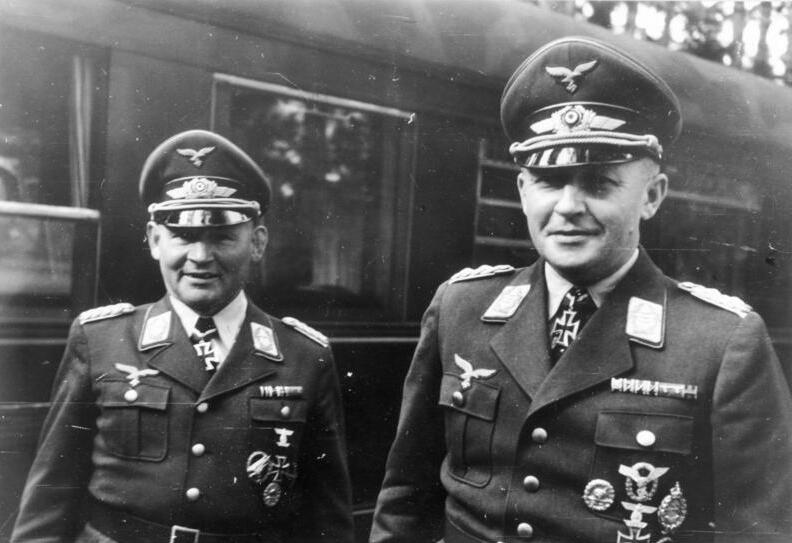
Kurt Student (rechts) gilt als Stifter des Ehrenschildes. Links neben ihm Hermann-Bernhard Ramcke

Der Ehrenschild des XI. Flieger-Korps war eine nichttragbare Auszeichnung der deutschen Luftwaffe während des Zweiten Weltkrieges, die vom General der Flieger Kurt Student als Anerkennungsplakette für die Insel Kreta im Zuge der Operation Merkur für die beteiligten Flieger-Korps 1942 gestiftet und verliehen wurde. Somit konnten bereits ausgezeichnete Kämpfer, die das Ärmelband Kreta erhalten hatten, auch mit dem Ehrenschild ausgezeichnet werden.

## Erster Typ

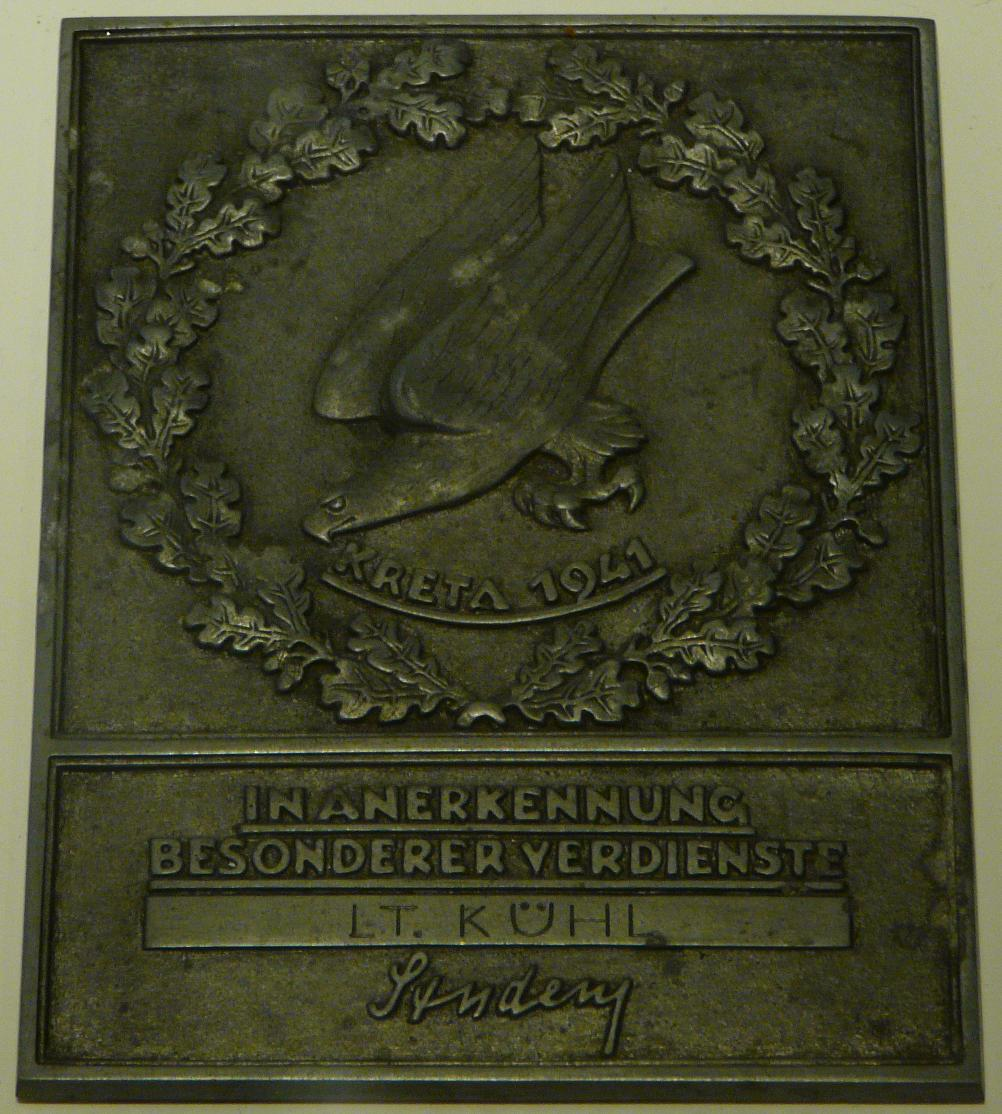
Erster Typ des Ehrenschildes

Der wohl bekannteste Typ des Schildes ist 144 hoch, 114 mm breit und wurde aus Zink oder einem anderen Weißmetall gefertigt. Es zeigt zwei Quadrate, von denen das obere etwas größer gehalten ist. Dieses zeigt innerhalb eines Eichenlaubkranzes einen auf die Erde herabstürzenden Fallschirmjägeradler sowie die in der Nähe seiner Fänge dargestellte leicht nach oben gebogene Inschrift: KRETA 1941 (unterstrichen). Das untere und kleinere Quadrat zeigt hingegen die unterstrichene Inschrift: IN ANERKENNUNG / BESONDERER VERDIENSTE Darunter folgt eine erhaben geprägte Leerzeile für den Namen und den Militärrang des Beliehenen sowie Faksimile des Stifters Student.

## Zweiter Typ
Die 150 mm hohe und 80 mm breite Plakette des Zweiten Typs zeigt am oberen Rand das Hoheitsabzeichen der Luftwaffe, welcher von den Daten des Kampfes um Kreta flankiert wird. 20.5.41 (links) und 2.6.41 (rechts). Unter dem Hoheitsabzeichen anschließend folgt die fünfzeilige Inschrift: IN ANERKENNUNG / BESONDERER VERDIENSTE / IM EINSATZ KRETA / VERLEIHE ICH DIESES SCHILD / DEM. Danach folgt eine kleine Messingplatte, die mittels zweier Nieten auf dem Schild befestigt wird und den Namen und Militärrang des Beliehenen in Gravur zeigt. Rechts davon am unteren Rand versetzt ist die Kleininschrift DER KOMMANDIERENDE GENERAL / DES XI. FLIEGER-KORPS zu lesen. Den unteren Abschluss der Plakette bildet der geografische Umriss der Insel Kreta.